# Antoine Gimenez
Bruno Salvadori, conocido con el seudónimo de Antoine Gimenez (Chianni, provincia de Pisa, Italia 14 de diciembre de 1910 -Marsella 26 de diciembre de 1982) fue un activista anarquista italiano que luchó en la Columna Durruti durante la guerra civil española. Sus memorias de la guerra fueron publicadas póstumamente en 2006.

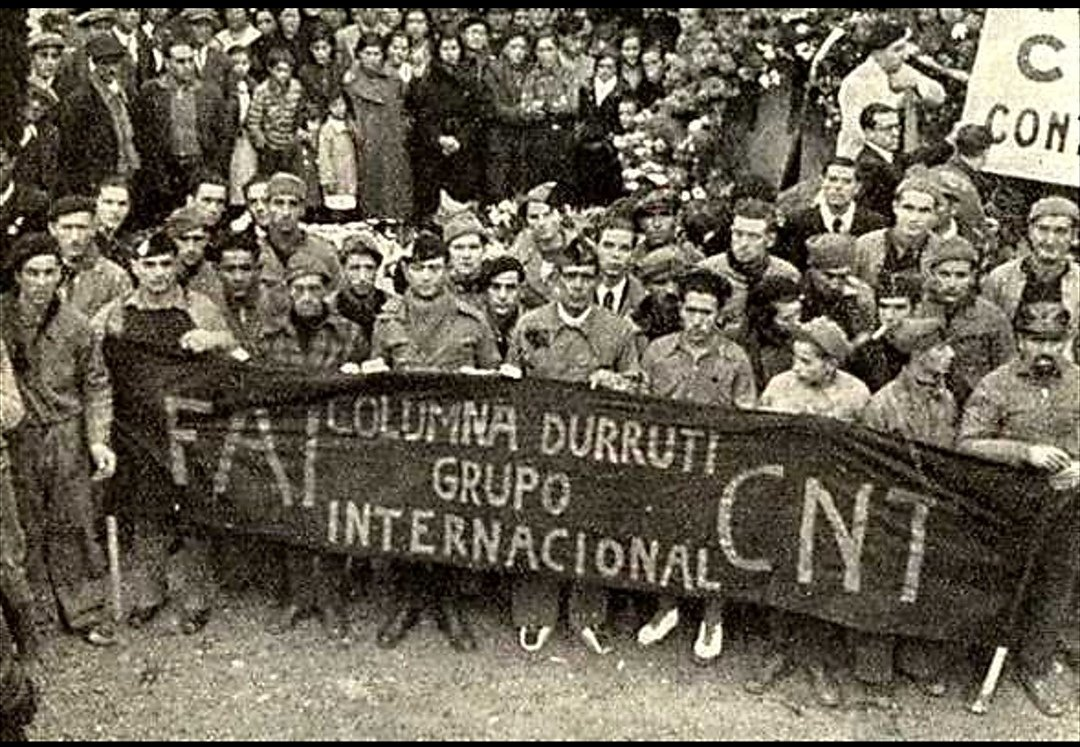
El Grupo Internacional de la Columna Durruti en el funeral de Buenaventura Durruti (Barcelona, 23 de noviembre de 1936).

Hijo de Giuseppe Salvadori, trabajador de obras públicas, y Anna Montagnani, profesora, tenía dos hermanas. En 1919 se trasladaron a Livorno. En 1922, año de la llegada al poder del fascismo, un hecho marcó su vida: ve a la hija de un activista socialista siendo abusada sexualmente por cuatro jóvenes fascistas e interviene defendiendo a la joven. Los fascistas lo persiguen pero logra escapar herido. Es atendido en una casa anarquista y al despertar recibe la visita de un personaje histórico del anarquismo italiano: Errico Malatesta. En su libro de recuerdos, Bruno Salvadori escribe: Desde ese día, mi vida cambió.
A partir de ese momento, Bruno Salvadori frecuenta los círculos anarquistas. Leyó las obras de Bakunin, Élisée Reclus, Malatesta, Pietro Gori y Kropotkin.
En 1928 murió su madre. En 1929 se trasladó a vivir a Marsella, de donde fue expulsado en 1930 por “actividades subversivas”. Realizó su servicio militar en Mantua (Italia). En 1933 obtiene un nuevo visado para Francia. Probablemente fue contrabandista en la frontera con España.
En 1934 es detenido en Perpiñán por una riña y condenado a cuatro meses de prisión. En 1935 es nuevamente detenido, esta vez en Le Boulou, por violar el decreto de expulsión y es condenado a seis meses de prisión. La policía italiana lo vigiló y Bruno Salvadori se declaró desertor y antifascista ante las autoridades francesas. Luego vivió en Barcelona donde frecuentó círculos anarquistas antes del inicio de la guerra civil española. Fue en esta época cuando adoptó el seudónimo de Antonio Giménez y se afilió al sindicato anarquista Confederación Nacional del Trabajo (CNT).
Al comienzo de la guerra civil en 1936 se encontraba en Lérida. Josep Llados, que le conoció con 17 años, le recuerda 70 años después: “ Él no era del pueblo. No sé de dónde vino. [...]. Era pequeño, no muy fuerte y hablaba algo de catalán. Parecía intelectual comparado con los demás y hablaba poco. Era lo que hoy llamaríamos un marginal. Un día desapareció, seguramente durante los acontecimientos de julio de 1936 ". Antoine se unió a la Columna Durruti .
En sus memorias relata vívidamente las aventuras y acciones del grupo internacional de la Columna Durruti.